# GNUMail
 (février 2013).
Si vous disposez d'ouvrages ou d'articles de référence ou si vous connaissez des sites web de qualité traitant du thème abordé ici, merci de compléter l'article en donnant les références utiles à sa vérifiabilité et en les liant à la section « Notes et références ».
 (août 2017).
GNUMail (aka GNUMail.app) est un client de messagerie libre pour les utilisateurs de GNUstep et les utilisateurs de Cocoa. Il a été le client de messagerie officiel de GNUstep et inspiré par Mail.app de NeXT.
De plus, le GNUMail est une preuve qu'il est possible de développer des programmes transversaux entre GNUstep et Cocoa.

## Caractéristique
- Types de serveurs soutenus : POP3 (aussi avec APOP), IMAP et UNIX ;
- Structures de répertoires : Maildir, mbox ;
- Filtres qui soutiennent des expressions rationnelles ;
- Représentation des Threads (fils de discussion) comme graphique qui la navigation sert aussi.